# سليمان الرحيلي
سليمان بن ضفيدع الرحيلي، عالم ومؤرخ متخصص بالتاريخ والحضارة، وعلمًا من أعلام المدينة في التاريخ والثقافة والفكر  وعضو المجلس البلدي للمدينة المنورة سابقا، وعميد كلية الآداب بجامعة طيبة سابقا، وشغل مناصب وكيل كلية العلوم الاجتماعية بجامعة الإمام للدراسات العليا والبحث العلمي لمدة سنتين ، رئيس قسم التاريخ والحضارة بجامعة الإمام محمد بن سعود الإسلامية, وكيل عمادة شؤون القبول والتسجيل بجامعة الإمام لمدة ثلاث سنوات. ثم رئيس قسم العلوم الاجتماعية بجامعة طيبة وأمين المجلس العلمي ، كما أن له جهوداً بالمنطقة إذ كان عضواً بالمجلس البلدي والسياحي بمنطقة المدينة المنورة.

## المؤهلات
- شهادة الدكتوراه مع مرتبة الشرف الأولى/ جامعة الامام بالرياض.
- الدرجة العلمية : أستاذ منذ عام 1418هـ.
- شهادة البكالوريوس في التاريخ والحضارة/ كلية العلوم الاجتماعية جامعة الإمام محمد بن سعود الإسلامية بالرياض عام 1397هـ.
- شهادة الماجستير في التاريخ بتقدير ممتاز من نفس الجامعة عام 1402هـ.

## الأعمال والخبرات

### المناصب
- رئيس قسم العلوم الاجتماعية بجامعة طيبة وأمين المجلس العلمي.
- وكيل كلية العلوم الاجتماعية بجامعة الإمام للدراسات العليا والبحث العلمي لمدة سنتين (1417-1418هـ) .
- رئيس قسم التاريخ والحضارة بجامعة الإمام سابقا (1410-1413هـ) .
- عميد و مؤسس كلية الآداب والعلوم الإنسانية بجامعة طيبة بالمدينة المنورة.[3]
- وكيل عمادة شؤون القبول والتسجيل بجامعة الإمام لمدة ثلاث سنوات.

### المجالس العلمية
- عضو المجلس العلمي بجامعة طيبة منذ عام 1425هـ.
- عضو المجلس العلمي لكليات البنات مدة ست سنوات 1420-1426هـ.
- عضو مجلس إدارة مركز الملك فيصل للبحوث والدراسات الإسلامية بالرياض منذ عام 1419هـ.
- عضو المجلس العلمي لمركز بحوث ودراسات المدينة المنورة منذ عام 1424هـ.
- عضو مجلس كلية التربية والعلوم الإنسانية بجامعة طيبة.
- عضو مجلس المعهد العالي للأئمة والخطباء بجامعة طيبة.
- عضو مجلس عمادة البحث العلمي بجامعة طيبة لمدة سنتين.
- عضو المجلس البلدي بالمدينة المنورة.
- عضو المجلس السياحي بمنطقة المدينة المنورة.

### اللجان
- رئيس لجنة الترقيات العلمية بجامعة طيبة 1425-1427هـ.
- رئيس اللجنة الدائمة للنشر العلمي بجامعة طيبة مدة سنتين.
- عضو اللجنة العلمية لندوة تحسين مستوى التحصيل الطلابي.
- عضو لجنة التوصيف الوظيفي بجامعة طيبة.
- عضو اللجنة الدائمة لشؤون المجلس العلمي بجامعة طيبة.
- عضو لجنة المشورة الثقافية لمهرجان الجنادرية بالحرس الوطني (انتقل المهرجان إلى وزارة الثقافة في يوليو 2019) لعام 1425هـ.
- عضو لجنة الترقيات العلمية بكليات البنات حتى عام 1426هـ.
- عضو اللجنة التحضيرية لوقف جامعة طيبة.
- عضو لجنة الدراسات العليا بكلية العلوم الاجتماعية بجامعة الإمام سابقا.
- عضو لجنة تنمية السياحة بمنطقة المدينة برئاسة أمير منطقة المدينة عام 1424هـ.
- عضو اللجنة التحضيرية لأطلس السيرة النبوية بدارة الملك عبد العزيز بالرياض.
- عضو لجنة الهيكلة الأكاديمية لكلية التربية بعد إنشاء جامعة طيبة عام 1426هـ.
- رئيس وعضو عدة لجان بالمجلس البلدي بمنطقة المدينة المنورة.
- عضو اللجنة التوجيهية لمهرجان الجنادرية والمشاركة في انشطته الثقافية.

### المؤتمرات والندوات والمحاضرات والدورات
- إلقاء عدد من المحاضرات في مناسبة المئوية واليوم الوطني للمملكة.
- المشاركة في مؤتمر التوجيه الإسلامي للعلوم / القاهرة 1413هـ.
- المشاركة في مؤتمر الحضارة الإسلامية في جنوب شرق آسيا الذي عُقِدَ في كولومبو عام 1415هـ.
- المشاركة في مؤتمر الملك سعود بالرياض 1427هـ.
- المشاركة في ندوات الجمعية التاريخية السعودية في الرياض ومكة.
- المشاركة في ندوات اتحاد المؤرخين العرب لعدة سنوات.
- المشاركة في ندوات جمعية التاريخ والآثار بمجلس دول التعاون الخليجي في الرياض ومسقط والشارقة ودبي.
- المشاركة في ندوة أمن المعلومات في جامعة طيبة عام 1427هـ.
- المشاركة في ندوة توطين الوظائف في القطاع الخاص بجامعة طيبة.
- المشاركة في ندوة التوثيق الميداني لغزوة بدر التي نظمها مركز بحوث ودراسات المدينة عام 1424هـ.
- المشاركة في ندوة الصالونات الثقافية في المملكة بمكة عام 1427هـ.
- إلقاء عدد من المحاضرات العامة في كل من الرياض والمدينة وحائل وأبو ظبي.
- حضور ندوة مدن المعرفة بتكليف من الجامعة/ المدينة 1426هـ.
- دورة في اللغة الإنجليزية لمدة سنة وثلاثة أشهر في اكستر ببريطانيا عام 1405هـ.
- دورة في الحاسب الآلي بجامعة الإمام بالرياض عام 1418هـ.
- دورة التخطيط الاستراتيجي / معهد الإدارة العامة بالرياض عام 1417هـ.
- حضور ورشة عمل بمجلس منطقة المدينة المنورة حول التنمية السياحية عام 1423هـ.
- صاحب صالون الأحدية وهو منتدى ثقافي أدبي يحضره عدد من العلماء والأدباء والمثقفين منذ أكثر من أربع سنوات، حيث يُقام يوم الأحد أسبوعياً، ومن أبرز أهدافه:
- زيادة التحصيل والتواصل والتكامل العلمي في مختلف التخصصات
- الاستفادة من الإثراء المتبادل منهجاً ومعرفة بين المثقفين وأهل الاختصاص
- إثراء معلومات المتلقين وتصحيح مفاهيمهم من خلال ما يُطرح من موضوعات ودراسات وبحوث
- تشكيل بيئة اجتماعية مناسبة للتآلف والتعارف
- الموسوعية والاستمرار بانتظام، وأن يتحول بالمستقبل إلى منتدى أسبوعي.[4]

### الجمعيات العلمية والموسوعات والمجلات العلمية
- عضو اتحاد المؤرخين العرب بالقاهرة.
- عضو أول مجلس إدارة للجمعية التاريخية السعودية وعضو دائم فيها.
- عضو جمعية التاريخ والآثار بمجلس دول التعاون الخليجي.
- عضو هيئة تحرير موسوعة جغرافية العالم الإسلامي في جامعة الإمام لمدة أربع سنوات.
- رئيس تحرير مجلة العقيق بالنادي الأدبي بالمدينة المنورة.
- عضو الهيئة الاستشارية لعدد من المجلات العلمية مثل مجلة بحوث تاريخية، ومجلة العصور ومجلة مركز بحوث ودراسات المدينة المنورة.

### الدروع وشهادة التقدير
- درع من قبل صاحب السمو الملكي الأمير مقرن بن عبد العزيز سُلِّمَ للباحث لجهوده في خدمة تاريخ المدينة المنورة عام 1421هـ.
- عدد من شهادات الشكر والتقدير من بعض المؤتمرات والندوات والجهات وورش العمل على مدى الخمسة عشر عاما الماضية.

### الكتب والأبحاث
- كتاب العلاقات السياسية بين الدولة العباسية ودولة الفرنجة ، الرياض ، من نشر المؤلف 1408هـ طبعة أولى .
- كتاب السفارات الإسلامية إلى الدولة البيزنطية ، بيروت ، من نشر المؤلف 1414هـ طبعة أولى .
- كتاب الحيل والحروب المنسوب لابن منكلي . دراسة وتحقيق .
- كتاب دراسات في التاريخ والحضارة 1416هـ ( الجزء الأول ) .
- كتاب الطريق النبوي إلى بدر معالم وعبر 1419هـ .
- كتاب التعريف بما أنست الهجرة من معالم دار الهجرة للمطري . دراسة وتحقيق .
- ولاة المدينة في العصر الأموي . بحث منشور في مجلة الدارة .
- نار الحرّة دراسة تاريخية . بحث منشور .
- أثر العوامل الاقتصادية في سقوط الدولة الأموية. بحث منشور في مجلة جامعة الإمام .
- الفكر التاريخي عند تاج الدين السبكي. بحث منشور في مجلة المؤرخ العربي .
- مظاهر الشعوبية في العصر البويهي. بحث منشور في مجلة الجمعية التاريخية السعودية .
- التأليف التاريخي في المشرق. بحث منشور في مجلة عالم الكتب .
- نقد كتب وعدة أبحاث أخرى منشورة .
- الإشراف وفحص وتحكيم عدد من الرسائل والأبحاث العلمية داخل المملكة وخارجها .
- كتابة مئات المقالات (حوالي 750) مقالة في عدد من الصحف وبالذات الرياض والجزيرة والبلاد والمدينة.

## وفاته
توفي في ساعة متأخرة من مساء الأربعاء 5 رمضان 1435 هـ 2 يوليو 2014 م، غرقًا في مسبح بفيلا منزله بالمدينة المنورة.